# Clarendon (Vermont)
Clarendon ist eine Town im Rutland County des Bundesstaates Vermont in den Vereinigten Staaten mit 2412 Einwohnern (laut Volkszählung von 2020).

## Geografie

### Geografische Lage
Clarendon liegt zentral im Rutland County, in den Green Mountains. Das Gebiet der Town ist durchsetzt mit Hügeln und Tälern. Der Otter Creek und der Clarendeon River durchfließen das Gebiet der Town in nördlicher Richtung, der Mill River in westlicher Richtung, mündend im Otter Creek. Im Westen befinden sich die Clarendon Caves.
Die Hauptsiedlungen der Ortschaft sind West Clarendon, East Clarendon, Clarendon Springs, und North Clarendon.

### Nachbargemeinden
Alle Entfernungen sind als Luftlinien zwischen den offiziellen Koordinaten der Orte aus der Volkszählung 2010 angegeben.
- Norden: Rutland, 5,5 km
- Nordosten: Mendon, 9,3 km
- Osten: Shrewsbury, 14,3
- Südosten: Wallingford, 5,5 km
- Südwesten: Tinmouth, 9,8 km
- Westen: Ira, 12,1 km
- Nordwesten: West Rutland, 8,7 km

### Klima
Die mittlere Durchschnittstemperatur in Clarendon liegt zwischen −7,2 °C (19 °Fahrenheit) im Januar und 20,6 °C (69 °Fahrenheit) im Juli. Damit ist der Ort gegenüber dem langjährigen Mittel der USA um etwa 9 Grad kühler. Die Schneefälle zwischen Mitte Oktober und Mitte Mai liegen mit mehr als zwei Metern etwa doppelt so hoch wie die mittlere Schneehöhe in den USA. Die tägliche Sonnenscheindauer liegt am unteren Rand des Wertespektrums der USA, zwischen September und Mitte Dezember sogar deutlich darunter.

## Geschichte
Clarendon wurde am 5. September 1761 als Grant durch Benning Wentworth gegründet. Es war nicht nur einer der New Hampshire Grants, sondern es gab auch einen Grant durch die Province of Massachusetts Bay. Die meisten Siedler kauften ihr Land von John Henry Lydius, einem Indianer-Händler, der behauptete 1732 das Land von den Mohawk erworben zu haben. Dieser Besitzstand wurde durch den königlichen Gouverneur William Shirley von Massachusetts bestätigt. Lydius teilte das Land im Jahr 1760 in 35 Parzellen, in der Größe von Townships und nummerierte diese durch. Nr. 7 war das Township von Durham, dies entsprach etwa der Fläche des heutigen Clarendon und am 29. September 1761 vergab er den Grant für dieses Gebiet an James Haven der es weiter aufteilte. Gouverneur Dunmore der Provinz New York vergab am 3. April 1771 einen Grant für Socialborough, der Teile von Rutland, Pittsford und eben auch Teile von Clarendon umfasste. Dies führte zu Konflikten, als James Duane, Nehmer des New York Grants beim Versuch Land in Besitz zu nehmen, welches bereits durch den New Hampshire Grant vergeben war.
Der Grant von Wentworth ging an Caleb Williams und siebzig weitere. Die Grants umfasste ein größeres Gebiet als die heutige Town, Teile von Durham und Socialborogh gehörten ebenfalls dazu. Die Besiedlung startete im Jahr 1768 durch Siedler aus Rhode Island und Connecticut. Zunächst wurde das Tal des Otter Creeks besiedelt. Die ersten Siedler lebten nicht das komplette Jahr in Clarendon, sondern kehrten zunächst im Winter zurück in ihre Heimat. Im Jahr 1785 wurde die rechtliche Lage der Siedler durch den quieting act geklärt, sämtliche Besitzrechte wurden bestätigt und das noch unbesiedelte Land wurde dem New Hampshire Grant zugesprochen. Bereits beim ersten Census im Jahr 1790 lebten in Clarendon 1478 Einwohner und damit war die Town die größte im Rutland County.

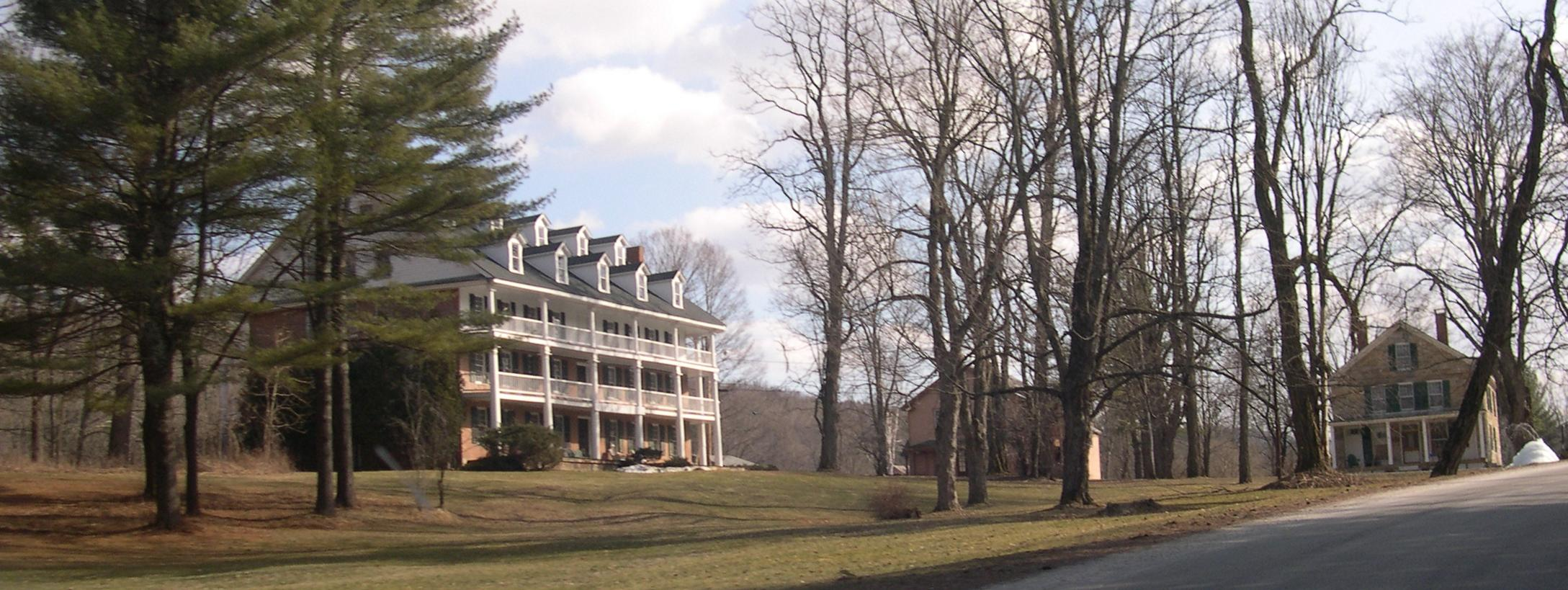
Clarendon House in Clarendon Springs

Die Mineralquelle in Clarendon Springs wurde durch Asa Smith entdeckt. Smith litt an Krebs und sah in einem Traum die gesundheitsfördernde Mineralquelle in der Wildnis. Er entdeckte 1776 die Quelle und wurde gesund. Ein erstes Blockhaus an der Quelle baute George Rounds im Jahr 1781 für diejenigen, die an der Quelle Heilung suchten. Etwa 1793 wurde der medizinische Wert des Mineralwassers offiziell anerkannt.
Richard Murray baute dort später ein großes Hotel mit Namen Clarendon House, heute ein denkmalgeschütztes Gebäude und machte so den Ort zu einem beliebten Kurort. Weitere Wohnhäuser und Geschäfte wurden errichtet und Clarendon Springs erreichte größte Popularität. Touristen reisten per Kutsche an und im Sommer wurden Konzerte gegeben. Das Wasser der Quelle wurde in Flaschen abgefüllt und weltweit vermarktet.
Von Rhode Island erreichte im Jahr 1785 Theopilus Harrington Clarendon. Er war Farmer, Politiker und Abgeordneter im Repräsentantenhaus von Vermont und später Richter am Vermont Supreme Court. Er traf eine richtungsweisende Entscheidung in einer Frage der Sklaverei in einem freien Staat, indem er das Eigentumsrecht eines Sklavenhalters in einem freien Staat negierte.

### Religionen
Die erste Glaubensgemeinde wurde 1822 durch die Kongregationalistische Kirche gegründet.

### Einwohnerentwicklung
| Jahr      | 1700  | 1710  | 1720  | 1730  | 1740  | 1750  | 1760  | 1770  | 1780  | 1790  |
| --------- | ----- | ----- | ----- | ----- | ----- | ----- | ----- | ----- | ----- | ----- |
| Einwohner |       |       |       |       |       |       |       |       |       | 1.478 |
| Jahr      | 1800  | 1810  | 1820  | 1830  | 1840  | 1850  | 1860  | 1870  | 1880  | 1890  |
| Einwohner | 1.789 | 1.797 | 1.712 | 1.585 | 1.549 | 1.477 | 1.237 | 1.173 | 1.105 | 928   |
| Jahr      | 1900  | 1910  | 1920  | 1930  | 1940  | 1950  | 1960  | 1970  | 1980  | 1990  |
| Einwohner | 915   | 857   | 826   | 883   | 868   | 1.102 | 1.091 | 1.537 | 2.372 | 2.835 |
| Jahr      | 2000  | 2010  | 2020  | 2030  | 2040  | 2050  | 2060  | 2070  | 2080  | 2090  |
| Einwohner | 2.811 | 2.571 | 2.412 |       |       |       |       |       |       |       |

## Wirtschaft und Infrastruktur

### Verkehr
Der U.S. Highway 7 verläuft in nord-südlicher Richtung zentral durch die Town, von Wallingfort nach Rutland. Die Vermont State Route 133 passiert im Nordwesten die Town und die Vermont State Route 103 mündet im Osten etwas nördlich des Rutland Southern Vermont Regional Airports auf den U.S. Highway 7. Die Bahnstrecke Bellows Falls–Burlington hat Bahnhöfe in East Clarendon und North Clarendon und auch die Bahnstrecke Rutland–Hoosick Junction hält in Clarendon.

### Öffentliche Einrichtungen
In Clarendon gibt es kein eigenes Krankenhaus. Das nächstgelegene Krankenhaus ist das Rutland Regional Medical Center in Rutland.

### Bildung
Clarendon gehört zur Rutland South Supervisory Union. Es gibt eine Grundschule, die Clarendon Elementary mit Klassen von Pre-Kindergarten bis zur Klasse 6, sowie die Mill River Highschool mit den Klassen 7–12.
Die Baily Memorial Library befindet sich im Clarendon Grange Community Center.

## Persönlichkeiten

### Söhne und Töchter der Stadt
- George Tisdale Hodges (1789–1860), Politiker
- Silas H. Hodges (1804–1875), Politiker und Vermont State Auditor

### Persönlichkeiten, die vor Ort gewirkt haben
- Theophilus Harrington (1762–1832), Politiker und Richter am Vermont Supreme Court